# Jakub Brabenec
Jakub Brabenec (* 11. září 2003, Brno) je český hokejový útočník hrající za tým Vegas Golden Knights v NHL. Ve vstupním draftu 2021 si jej jako 102. celkově ve 4. kole vybral tým Vegas Golden Knights.

## Rodina
Jeho děda Kamil Brabenec byl významný basketbalista (Basketbalista roku 1976), dlouholetý reprezentant Československa (1970–1987) a druhý nejlepší střelec v historii československé basketbalové ligy. Jeho teta Andrea Brabencová (* 13. 3. 1974) je bývalou basketbalistkou a reprezentantkou České republiky. Jeho sestra Kristýna Brabencová je taktéž basketbalistkou Jeho otec Kamil Brabenec (* 17. 5. 1976) byl ledním hokejistou.

## Kariéra
V úterý 18. února 2020 debutoval jako šestnáctiletý v nejvyšší soutěži. Ve 12. minutě první třetiny (ve svém třetím střídání) zaznamenal Jakub Brabenec svůj první extraligový gól, jímž otevřel skóre zápasu mezi domácí Kometou Brno a Mountfieldem Hradec Králové, v němž Brňané zvítězili 2:1. Jakub Brabenec se tak ve věku 16 let a 160 dní stal čtvrtým nejmladším střelcem v historii domácí nejvyšší soutěže (o 4. místo se dělí s Pavlem Zachou).

## Statistiky

### Klubové statistiky
| Sezóna      | Klub                     | Soutěž         |     | Základní část | Základní část | Základní část | Základní část | Základní část |   | Play off | Play off | Play off | Play off | Play off |
| Sezóna      | Klub                     | Soutěž         | Z   | G             | A             | B             | TM            | Z             | G | A        | B        | TM       |          |          |
| 2019/20     | HC Kometa Brno           | ČHL-17         | 15  | 12            | 22            | 34            | 14            | —             | — | —        | —        | —        |          |          |
| 2019/20     | HC Kometa Brno           | Pohár DHL      | 13  | 2             | 6             | 8             | 8             | —             | — | —        | —        | —        |          |          |
| 2019/20     | HC Kometa Brno           | Superpohár DHL | 6   | 2             | 6             | 8             | 4             | —             | — | —        | —        | —        |          |          |
| 2019/20     | HC Kometa Brno           | ČHL            | 2   | 1             | 0             | 1             | 0             | —             | — | —        | —        | —        |          |          |
| 2019/20     | HC Stadion Litoměřice    | 1. ČHL         | 10  | 0             | 0             | 0             | 0             | —             | — | —        | —        | —        |          |          |
| 2020/21     | HC Kometa Brno           | ČHL            | 23  | 0             | 1             | 1             | 4             | —             | — | —        | —        | —        |          |          |
| 2020/21     | SK Horácká Slavia Třebíč | 1. ČHL         | 3   | 0             | 0             | 0             | 0             | —             | — | —        | —        | —        |          |          |
| 2021/22     | Charlottetown Islanders  | QMJHL          | 58  | 17            | 47            | 64            | 8             | 15            | 5 | 14       | 19       | 14       |          |          |
| 2022/23     | Charlottetown Islanders  | QMJHL          | 28  | 8             | 17            | 25            | 16            | —             | — | —        | —        | —        |          |          |
| 2022/23     | Sherbrooke Phoenix       | QMJHL          | 26  | 10            | 25            | 35            | 10            | 14            | 2 | 7        | 9        | 12       |          |          |
| 2023/24     | Henderson Silver Knights | AHL            | 48  | 6             | 7             | 13            | 16            | —             | — | —        | —        | —        |          |          |
| 2024/25     | Henderson Silver Knights | AHL            | 62  | 9             | 13            | 22            | 12            | —             | — | —        | —        | —        |          |          |
| AHL celkově | AHL celkově              | AHL celkově    | 110 | 15            | 20            | 35            | 28            | 0             | 0 | 0        | 0        | 0        |          |          |

### Reprezentace
| Rok                       | Tým                       | Soutěž                    | Z  | G | A  | B  | TM |
| ------------------------- | ------------------------- | ------------------------- | -- | - | -- | -- | -- |
| 2020                      | Česko 17                  | WHC-17                    | 6  | 0 | 0  | 0  | 4  |
| 2021                      | Česko 18                  | MS-18                     | 5  | 0 | 4  | 4  | 2  |
| 2023                      | Česko 20                  | MS-20                     | 7  | 1 | 6  | 7  | 10 |
| Juniorská kariéra celkově | Juniorská kariéra celkově | Juniorská kariéra celkově | 18 | 1 | 10 | 11 | 16 |